# Takuja Murajama

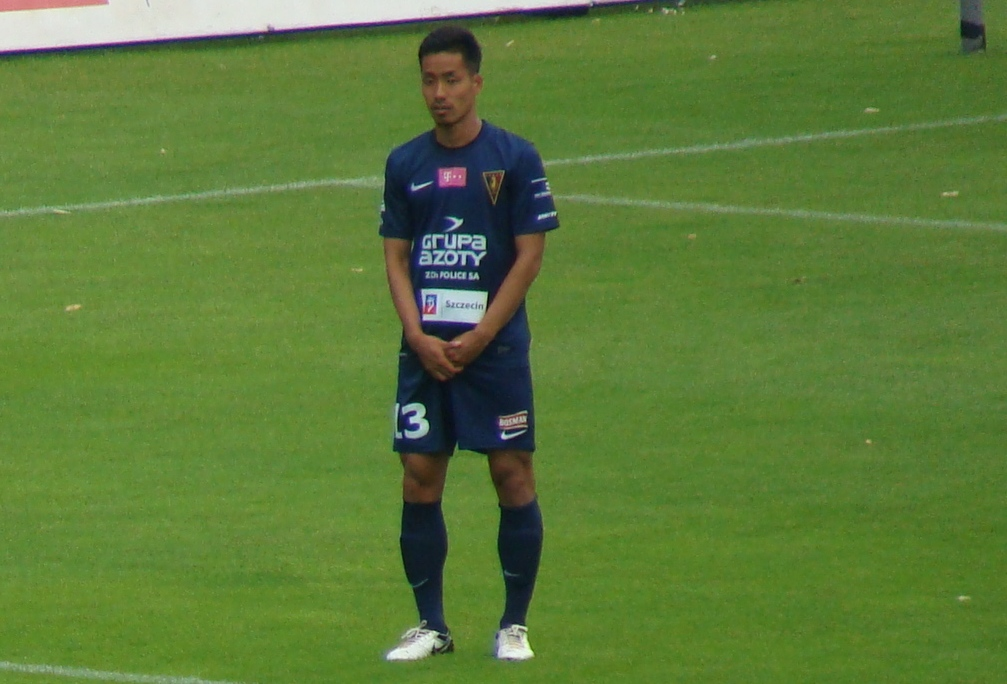
Takuja Murajama v roce 2014

Takuja Murajama (japonsky 村山拓哉; * 8. srpna 1989, Ósaka) je japonský fotbalový záložník, od roku 2018 hráč klubu FK Zemun (Belgrad).

## Klubová kariéra
- Kyoto Shiko SC (mládež)
- Kumiyama High School (mládež)
- Hannan University
- Gwardia Koszalin 2012
- Pogoń Szczecin 2012–2015
- Ratchaburi FC 2016
- FK Zemun (Belgrad) 2018–